# Zaplatîn, Strîi
Zaplatîn (în ucraineană Заплатин) este o comună în raionul Strîi, regiunea Liov, Ucraina, formată numai din satul de reședință.

## Demografie
Componența lingvistică a comunei Zaplatîn
     Ucraineană (100%)
Conform recensământului din 2001, toată populația comunei Zaplatîn era vorbitoare de ucraineană (100%).